# Cornberg
Die Gemeinde Cornberg am Oberlauf der Sontra liegt im Nordosten von Hessen im Landkreis Hersfeld-Rotenburg. Cornberg ist die nach Einwohnerzahl kleinste Gemeinde des Landkreises und die drittkleinste Gemeinde Hessens.

## Geographie

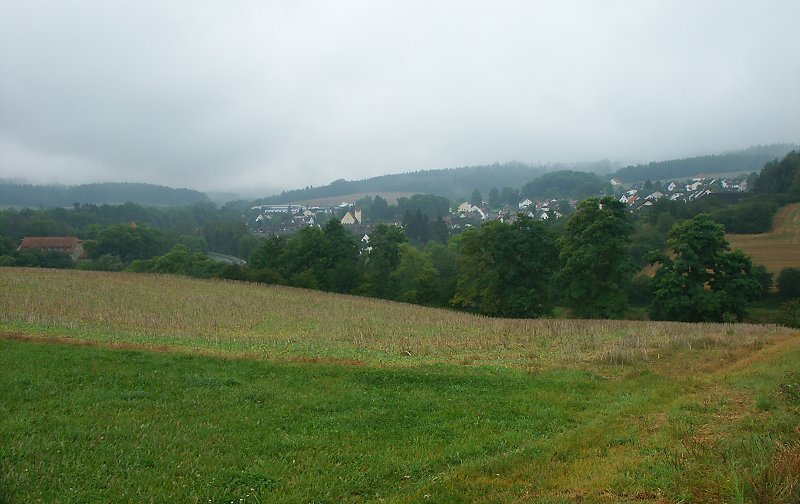
Blick über die Gemeinde Cornberg

### Geographische Lage
Die Gemeinde liegt zwischen den jeweils 27 km entfernten Städten Bad Hersfeld im Süden und Eschwege im Norden. Das Gemeindegebiet liegt zwischen dem Stölzinger Gebirge und dem Richelsdorfer Gebirge. Die Sontra fließt durch die Ortsteile Rockensüß und Königswald. Durch Cornberg selber fließt der Bach Cornberger Wasser, der bei Berneburg (Ortsteil von Sontra) in den Fluss Sontra fließt.
Der tiefste Punkt der Gemeinde liegt mit 254 m ü. NN etwas unterhalb der Untermühle an der Sontra, zwischen Rockensüß und Berneburg. Der höchste Punkt in der Gemeindegemarkung ist der 485,8 m ü. NN hohe Mosenberg. Über diesen Berg, etwa zwei Kilometer nordöstlich von Königswald, verläuft die Gemarkungsgrenze zur Nachbarstadt Rotenburg an der Fulda (Stadtteil Dankerode).

### Nachbargemeinden
Cornberg grenzt im Norden an die Stadt Waldkappel, im Osten an die Stadt Sontra (beide im Werra-Meißner-Kreis), im Südosten an die Gemeinde Nentershausen, im Süden an die Stadt Bebra und im Westen an die Stadt Rotenburg an der Fulda (alle drei im Landkreis Hersfeld-Rotenburg).

### Gemeindegliederung
Neben dem Verwaltungssitz Cornberg gibt es die beiden nordwestlich, im Tal der Sontra, gelegenen Ortsteile Rockensüß und Königswald.

## Geschichte

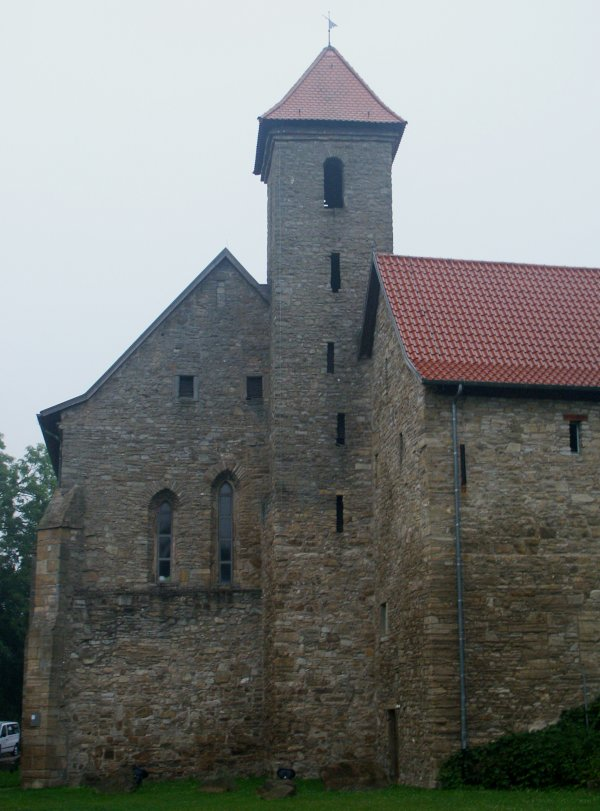
Gotische Klosterkirche (nördlicher Flügel des Klostergevierts) mit dem angeschlossenen westlichen Flügel

Der Ortsteil Rockensüß wurde im Jahre 1274 und der Ortsteil Königswald im Jahre 1351 das erste Mal urkundlich erwähnt.
Seit 1296 bestand hier das Kloster Cornberg, ein Benediktinerinnenkloster und Tochterkloster der Abtei Hersfeld, das zuvor als Kloster St. Nikolai in Bubenbach beheimatet gewesen war. Es wurde 1526 im Zuge der Reformation aufgehoben und zu einem landwirtschaftlichen Hofgut der hessischen Landgrafen umgewandelt. 1574 erhielt Philipp Wilhelm von Cornberg, ein nicht-ehelicher Sohn des Landgrafen Wilhelm IV. von Hessen-Kassel, das ehemalige Kloster und dessen Ländereien von seinem Vater als erbliches Mannlehen und benannte sich danach. Philipp Wilhelm verkaufte es 1598 an seinen Halbbruder, Landgraf Moritz von Hessen-Kassel, der es im Jahre 1627 als Teil der Rotenburger Quart an die Söhne aus seiner zweiten Ehe übergab. Es wurde eine Vogtei, die bis zum Aussterben der Titular-Landgrafen von Hessen-Rotenburg im Jahre 1834 in deren Besitz war und dann an Kurhessen zurückfiel. Bis 1964 war das ehemalige Kloster eine Staatsdomäne, ab 1946 im Besitz des Landes Hessen. Die verfallenen Wirtschafts- und Wohngebäude um das Kloster wurden zwischen 1957 und 1973 abgerissen. Allein das gotische Klostergeviert ist erhalten; es wurde von 1990 bis 1994 wieder instand gesetzt. Die ehemalige zweischiffige Kirche (nördlicher Flügel des Klostergevierts) mit der noch erhaltenen Nonnenempore wird heute als Kulturbühne genutzt. In zwei weiteren Flügeln sind das Bürgerhaus und das Museum untergebracht. In dem östlichen Flügel befindet sich ein Gastronomiebetrieb.
Die eigentliche Siedlung Cornberg wurde erst von 1938 bis 1941 für die Berg- und Hüttenarbeiter des Kupferschieferbergbaus im Richelsdorfer Gebirge angelegt und lag damals in der Gemarkung von Rockensüß. Es ist die einzige Neuansiedlung im Altkreis Rotenburg seit dem Dreißigjährigen Krieg. Zur Geschichte dieser Neuansiedlung heißt es auf der Webseite zur Geschichte der Unternehmensgruppe Nassauische Heimstätte Wohnstadt (NHW):

„Zwischen 1938 bis  1941 entstand im Landkreis Hersfeld-Rotenburg die Großsiedlung Cornberg. Die für die Berg- und Hüttenarbeiter des Kupferschieferbergbaus angelegte Siedlung wurde als Kleinstadt konzipiert und beherbergte bis 1945 rund 5.000 Menschen aus 20 Nationen, darunter auch viele Zwangsarbeiter. Zu den Planern gehörten zwei Architekten der Hessischen Heimstätte. Das Zentrum mit einem Marktplatz wurde um das namensgebende Kloster Cornberg angelegt. Insgesamt sollte die Siedlung 120 Mietwohnungen in Vierfamilienhäusern, 560 Volkswohnungen und 120 Kleinsiedlungshäuser umfassen.“

Für die Zwangsarbeiter entstand außerdem noch eine Barackensiedlung.
Nach dem Einmarsch der US-Army zum Ende des Zweiten Weltkriegs mussten die Bewohner die Siedlung Cornberg verlassen. In der Siedlung, im einstigen Kloster und in den Baracken wurden von 1945 bis 1949 von der UNRRA Displaced Persons untergebracht. Bei ihnen handelte es sich hauptsächlich um ehemalige Zwangsarbeiter aus der Ukraine und aus Polen. Nach dem Verzeichnis der Arolsen Archives wurde das DP-Lager Cornberg am 24. Januar 1946 eröffnet und am 29. April 1949 geschlossen. Die Kapazität des Lagers lag am 31. Oktober 1947 bei 2.400 Personen. Ein Teil der Bewohner des Lagers war bereits 1948 in das von der IRO betreute Ukrainian Labor Camp in Gießen umgesiedelt worden, andere wanderten von hier nach Kanada oder in die USA aus.
Am 1. April 1954 wurde aus dieser Siedlung Cornberg sowie Teilen der bisherigen Gemarkungen von Rockensüß, Mönchhosbach und Rautenhausen die neue Gemeinde Cornberg gebildet.
Hessische Gebietsreform (1970–1977)
Zum 1. Oktober 1971 fusionierten im Zuge der Gebietsreform in Hessen die Gemeinden Cornberg und Rockensüß freiwillig zur erweiterten Gemeinde Cornberg. Am 1. August 1972 wurde die Gemeinde Königswald durch Landesgesetz als Ortsteil nach Cornberg eingegliedert. Für die Ortsteile Cornberg, Rockensüß und Königswald wurde je ein Ortsbezirk mit Ortsbeirat und Ortsvorsteher nach der Hessischen Gemeindeordnung eingerichtet.

## Bevölkerung
Einwohnerstruktur 2011
Nach den Erhebungen des Zensus 2011 lebten am Stichtag dem 9. Mai 2011 in Cornberg 1474 Einwohner. Darunter waren 18 (1,1 %) Ausländer, von denen 8 aus dem EU-Ausland, 6 aus anderen europäischen Ländern und 4 aus anderen Staaten kamen. (Bis zum Jahr 2020 erhöhte sich die Ausländerquote auf 6,9 %.) Nach dem Lebensalter waren 237 Einwohner unter 18 Jahren, 585 waren zwischen 18 und 49, 330 zwischen 50 und 64 und 321 Einwohner waren älter. Die Einwohner lebten in 627 Haushalten. Davon waren 185 Singlehaushalte, 144 Paare ohne Kinder und 231 Paare mit Kindern, sowie 57 Alleinerziehende und 6 Wohngemeinschaften. In 126 Haushalten lebten ausschließlich Senioren und in 390 Haushaltungen lebten keine Senioren.
Einwohnerentwicklung
- 1585: 6 Hausgesesse[17]
- 1747: 2 Haushaltungen[17]

| Cornberg: Einwohnerzahlen von 1939 bis 2020 | Cornberg: Einwohnerzahlen von 1939 bis 2020 | Cornberg: Einwohnerzahlen von 1939 bis 2020 | Cornberg: Einwohnerzahlen von 1939 bis 2020 | Cornberg: Einwohnerzahlen von 1939 bis 2020 |
| --- | ------------------------------------------- | ------------------------------------------- | ------------------------------------------- | ------------------------------------------- |
| Jahr |                                             |                                             |                                             | Einwohner                                   |
| 1939 | 1939                                        |                                             | 70                                          | 70                                          |
| 1946 | 1946                                        |                                             | 93                                          | 93                                          |
| 1950 | 1950                                        |                                             | 1.632                                       | 1.632                                       |
| 1956 | 1956                                        |                                             | 1.248                                       | 1.248                                       |
| 1961 | 1961                                        |                                             | 1.331                                       | 1.331                                       |
| 1967 | 1967                                        |                                             | 1.410                                       | 1.410                                       |
| 1970 | 1970                                        |                                             | 1.228                                       | 1.228                                       |
| 1973 | 1973                                        |                                             | 2.006                                       | 2.006                                       |
| 1975 | 1975                                        |                                             | 1.934                                       | 1.934                                       |
| 1980 | 1980                                        |                                             | 1.870                                       | 1.870                                       |
| 1985 | 1985                                        |                                             | 1.833                                       | 1.833                                       |
| 1990 | 1990                                        |                                             | 1.834                                       | 1.834                                       |
| 1995 | 1995                                        |                                             | 1.870                                       | 1.870                                       |
| 2000 | 2000                                        |                                             | 1.796                                       | 1.796                                       |
| 2005 | 2005                                        |                                             | 1.626                                       | 1.626                                       |
| 2010 | 2010                                        |                                             | 1.511                                       | 1.511                                       |
| 2011 | 2011                                        |                                             | 1.457                                       | 1.457                                       |
| 2015 | 2015                                        |                                             | 1.407                                       | 1.407                                       |
| 2020 | 2020                                        |                                             | 1.368                                       | 1.368                                       |
| Datenquelle: Historisches Gemeindeverzeichnis für Hessen: Die Bevölkerung der Gemeinden 1834 bis 1967. Wiesbaden: Hessisches Statistisches Landesamt, 1968. Weitere Quellen: LAGIS; Hessisches Statistisches Informationssystem; Zensus 2011 Nach 1970 einschließlich der im Zuge der Gebietsreform in Hessen eingegliederten Orte. |                                             |                                             |                                             |                                             |

 Historische Religionszugehörigkeit
| • 1961: | 931 evangelische (= 69,57 %), 372 katholische (= 27,95 %) Einwohner                            |
| • 1987: | 1420 evangelische (= 78,63 %), 308 katholische (= 17,05 %), 78 sonstige (= 4,32 %) Einwohner   |
| • 2011: | 1121 evangelische (= 76,05 %), 175 katholische (= 11,87 %), 176 sonstige (= 12,08 %) Einwohner |

## Politik

### Gemeindevertretung
Die Kommunalwahl am 14. März 2021 lieferte folgendes Ergebnis, in Vergleich gesetzt zu früheren Kommunalwahlen:
| Sitzverteilung in der Gemeindevertretung 2021Insgesamt 11 Sitze - SPD: 6 - CDU: 1 - CBL: 3 - F.d.B.: 1 | Parteien und Wählergemeinschaften | Parteien und Wählergemeinschaften           | % 2021 | Sitze 2021 | % 2016 | Sitze 2016 | % 2011 | Sitze 2011 | % 2006 | Sitze 2006 | % 2001 | Sitze 2001 |
| Sitzverteilung in der Gemeindevertretung 2021Insgesamt 11 Sitze - SPD: 6 - CDU: 1 - CBL: 3 - F.d.B.: 1 | SPD                               | Sozialdemokratische Partei Deutschlands     | 50,4   | 6          | 51,8   | 6          | 64,5   | 10         | 61,0   | 9          | 45,0   | 7          |
| Sitzverteilung in der Gemeindevertretung 2021Insgesamt 11 Sitze - SPD: 6 - CDU: 1 - CBL: 3 - F.d.B.: 1 | CBL                               | Cornberger Bürger Liste                     | 30,3   | 3          | 33,4   | 4          | 20,5   | 3          | 24,0   | 4          | 39,5   | 6          |
| Sitzverteilung in der Gemeindevertretung 2021Insgesamt 11 Sitze - SPD: 6 - CDU: 1 - CBL: 3 - F.d.B.: 1 | F.d.B.                            | Freunde des Bieres                          | 10,0   | 1          | ----   | 0          | ----   | 0          | ----   | 0          | ----   | 0          |
| Sitzverteilung in der Gemeindevertretung 2021Insgesamt 11 Sitze - SPD: 6 - CDU: 1 - CBL: 3 - F.d.B.: 1 | CDU                               | Christlich Demokratische Union Deutschlands | 9,3    | 1          | 14,7   | 1          | 14,9   | 2          | 15,0   | 2          | 15,5   | 2          |
| Sitzverteilung in der Gemeindevertretung 2021Insgesamt 11 Sitze - SPD: 6 - CDU: 1 - CBL: 3 - F.d.B.: 1 | gesamt                            | gesamt                                      | 100,0  | 11         | 100,0  | 11         | 100,0  | 15         | 100,0  | 15         | 100,0  | 15         |
| Sitzverteilung in der Gemeindevertretung 2021Insgesamt 11 Sitze - SPD: 6 - CDU: 1 - CBL: 3 - F.d.B.: 1 | Wahlbeteiligung in %              | Wahlbeteiligung in %                        | 54,2   | 54,2       | 50,6   | 50,6       | 52,0   | 52,0       | 50,7   | 50,7       | 63,4   | 63,4       |

### Bürgermeister
Nach der hessischen Kommunalverfassung wird der Bürgermeister für eine sechsjährige Amtszeit gewählt, seit dem Jahr 1993 in einer Direktwahl, und ist Vorsitzender des Gemeindevorstands, dem in der Gemeinde Cornberg neben dem Bürgermeister ehrenamtlich ein Erster Beigeordneter und drei weitere Beigeordnete angehören. Bürgermeisterin ist seit dem 1. Dezember 2020 die parteiunabhängige Katja Gonzalez Contreras. Sie wurde als Nachfolgerin von Achim Großkurth (SPD), der nach drei Amtszeiten nicht mehr angetreten war, am 1. November 2020 im ersten Wahlgang bei 72,74 Prozent Wahlbeteiligung mit 65,14 Prozent der Stimmen gewählt.
Amtszeiten der Bürgermeister
- 2020–2026 Katja Gonzalez Contreras[25]
- 2002–2020 Achim Großkurth (SPD)[26]
- 1998–2002 Frank-Peter Giesecke (RBG), abgewählt zum 12. März 2002[30]

### Wappen
| Wappen von Cornberg | Blasonierung: „Das Wappen ist geteilt. Oben in Silber ein schreitender roter Löwe. Unten eine Schachtung von Rot und Silber angeordnet in drei Reihen zu fünf Plätzen.“ |
| Wappen von Cornberg | Wappenbegründung: Das Gemeindewappen ist dem Familienwappen der Freiherren von Cornberg entlehnt und ist nur farblich etwas verändert. Der schreitende Löwe steht für die Abstammung der Familie vom Haus Hessen. Die Schachtung steht im Familienwappen für ein Schachbrett und ist im Familienwappen in den Farben Blau, Rot und Silber gehalten. Das Wappen wurde der Gemeinde vom hessischen Innenminister am 26. Februar 1981 verliehen. |

## Kultur und Sehenswürdigkeiten

### Museen
- Heimatkundliches Museum und Sandsteinmuseum Kloster Cornberg
- Quarzitsandsteinbruch mit Mineralien-Schaudepot; Fundstellen prähistorischer Fährtenfunden von Kleinsauriern aus der Zechsteinzeit bzw. dem Perm mit der Cornberger Fährtenplatte.

### Bauwerke
- Kloster Cornberg (erbaut 1292–1296)
- Schloss Rittershain

## Verkehr
Durch den Ortsteil Cornberg führt die B 27 und die Bahnstrecke Bebra–Göttingen. Cornberg besaß südlich des Ortes einen Personenbahnhof, der inzwischen vollständig zurückgebaut wurde. Das Bahnhofsgebäude von 1875 wurde bereits nach Elektrifizierung der Strecke 1961 abgerissen. Von Cornberg führt die Kreisstraße K 52 nach Rockensüß, von dort die K 57 nach Königswald.

## Söhne und Töchter des Ortes
- Klaus-Dieter Barbknecht (* 1958), Rektor der TU Bergakademie Freiberg